# Jestřebí (district de Česká Lípa)
Pour les articles homonymes, voir Jestřebí.
Jestřebí (en allemand : Habstein) est une commune du district de Česká Lípa, dans la région de Liberec, en République tchèque. Sa population s'élevait à 853 habitants en 2024.

## Géographie
Jestřebí se trouve à 9 km au sud-sud-est de Česká Lípa, à 38 km au sud-ouest de Liberec et à 61 km au nord-nord-est de Prague.

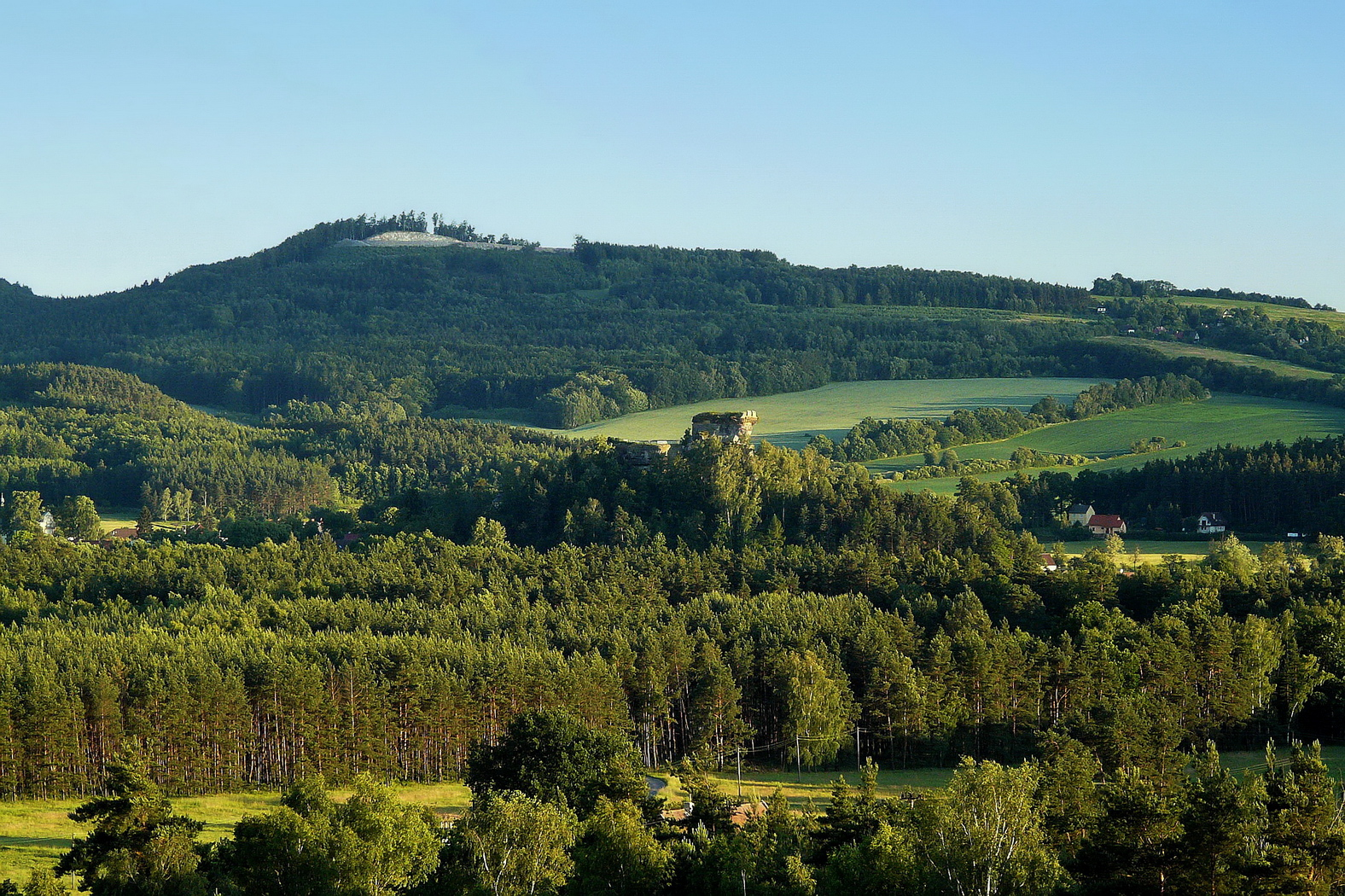
La colline de Maršovice (498,5 m), qui domine Jestřebí au sud.
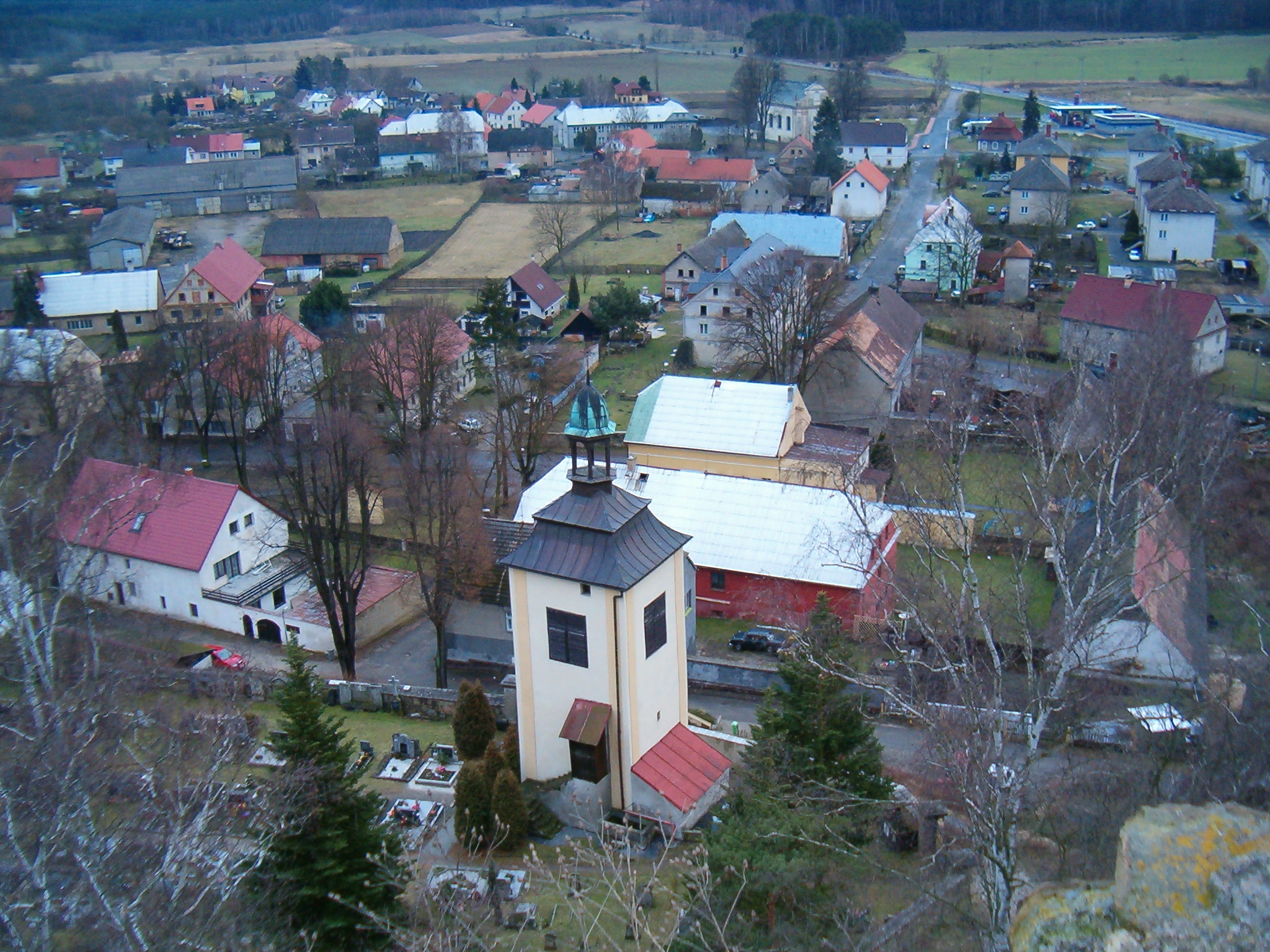
Vue de Jestřebí depuis le château de Jestřebí.

La commune est limitée par Zahrádky et Provodín au nord, par Doksy à l'est, par Chlum au sud, et par Dubá à l'ouest.

## Patrimoine

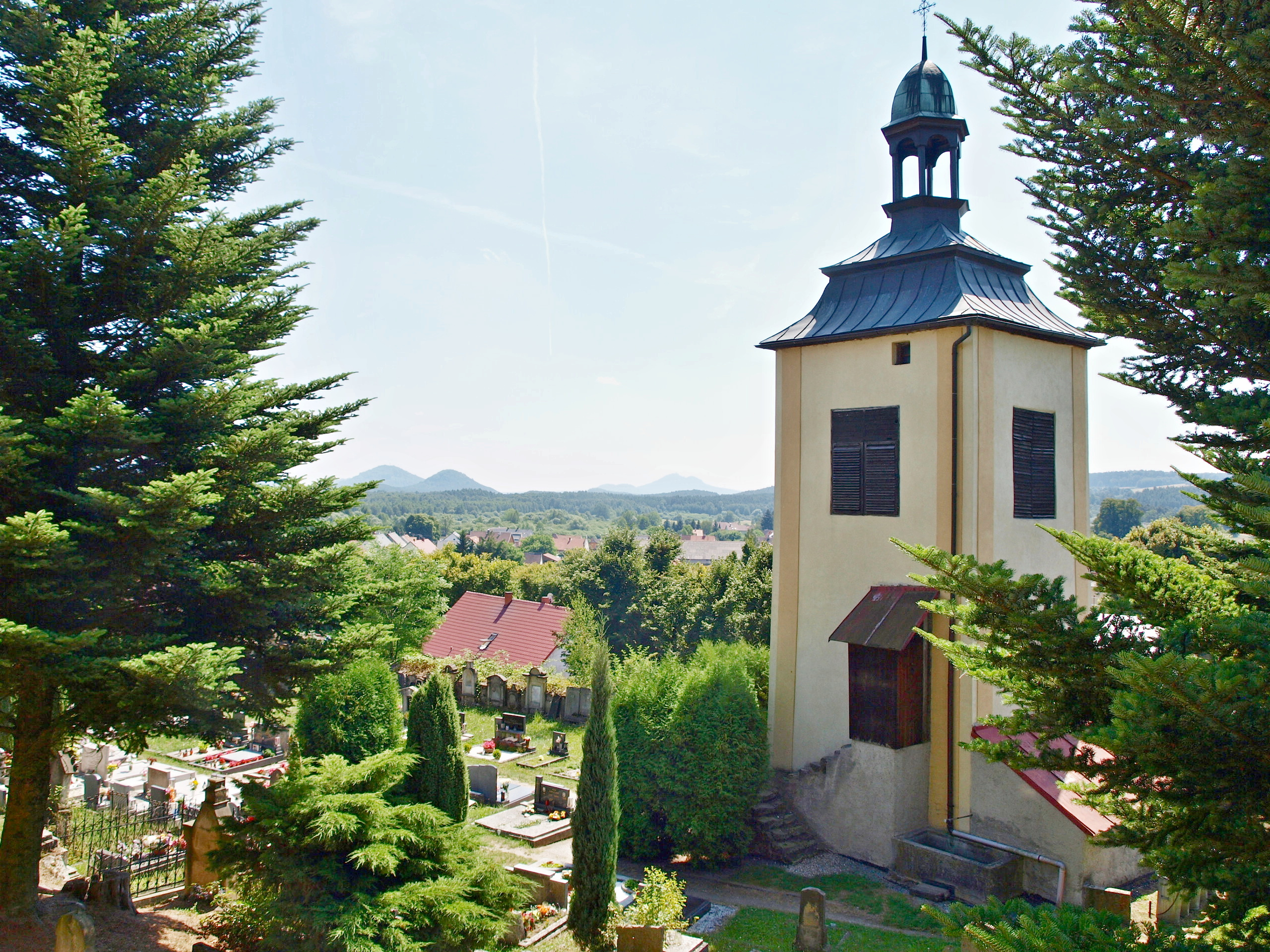
Le clocher et le cimetière de Jestřebí..
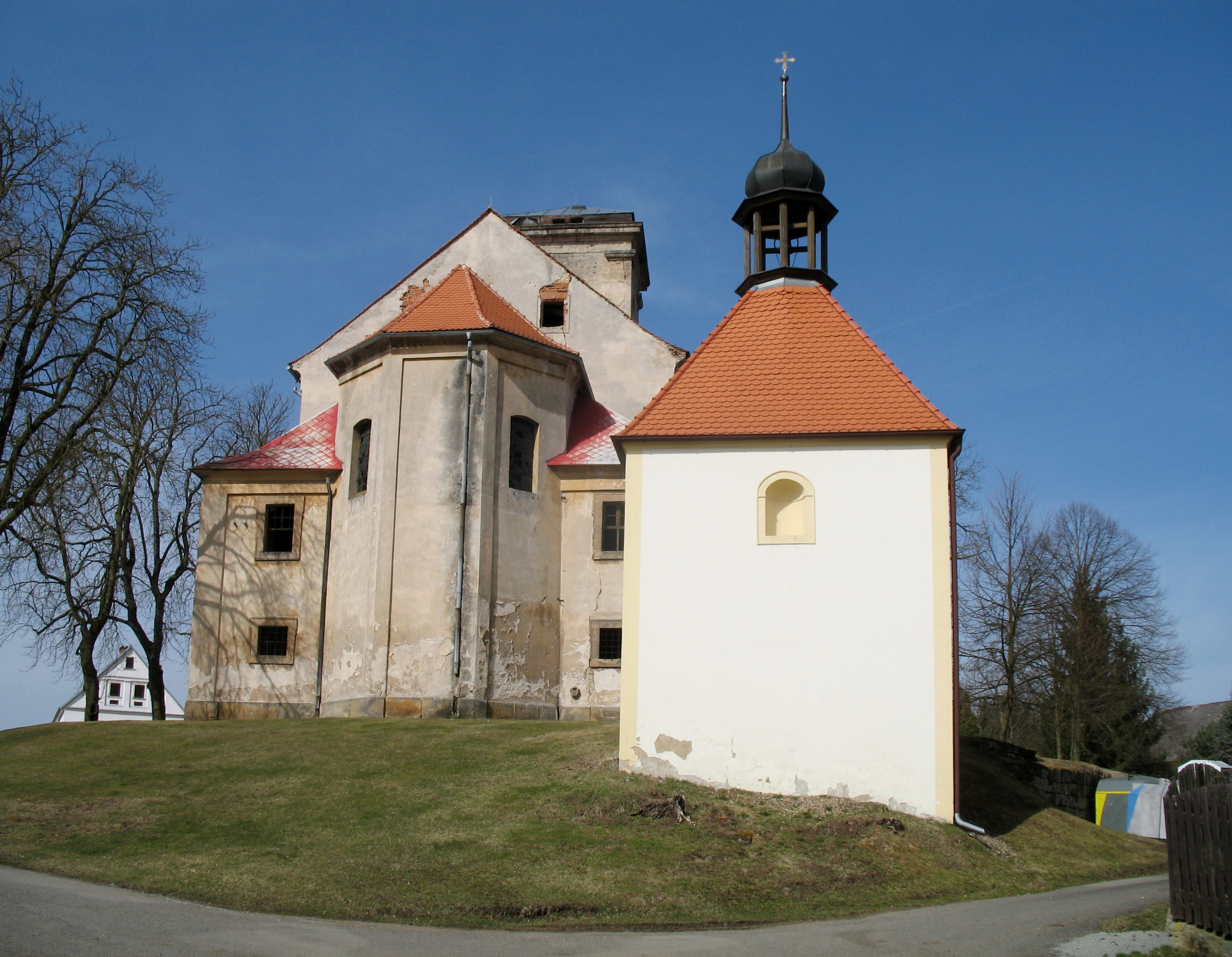
Pavlovice : place du village.

- Les ruines du château de Jestřebí se dressent encore sur une hauteur qui surplombe le centre du village.

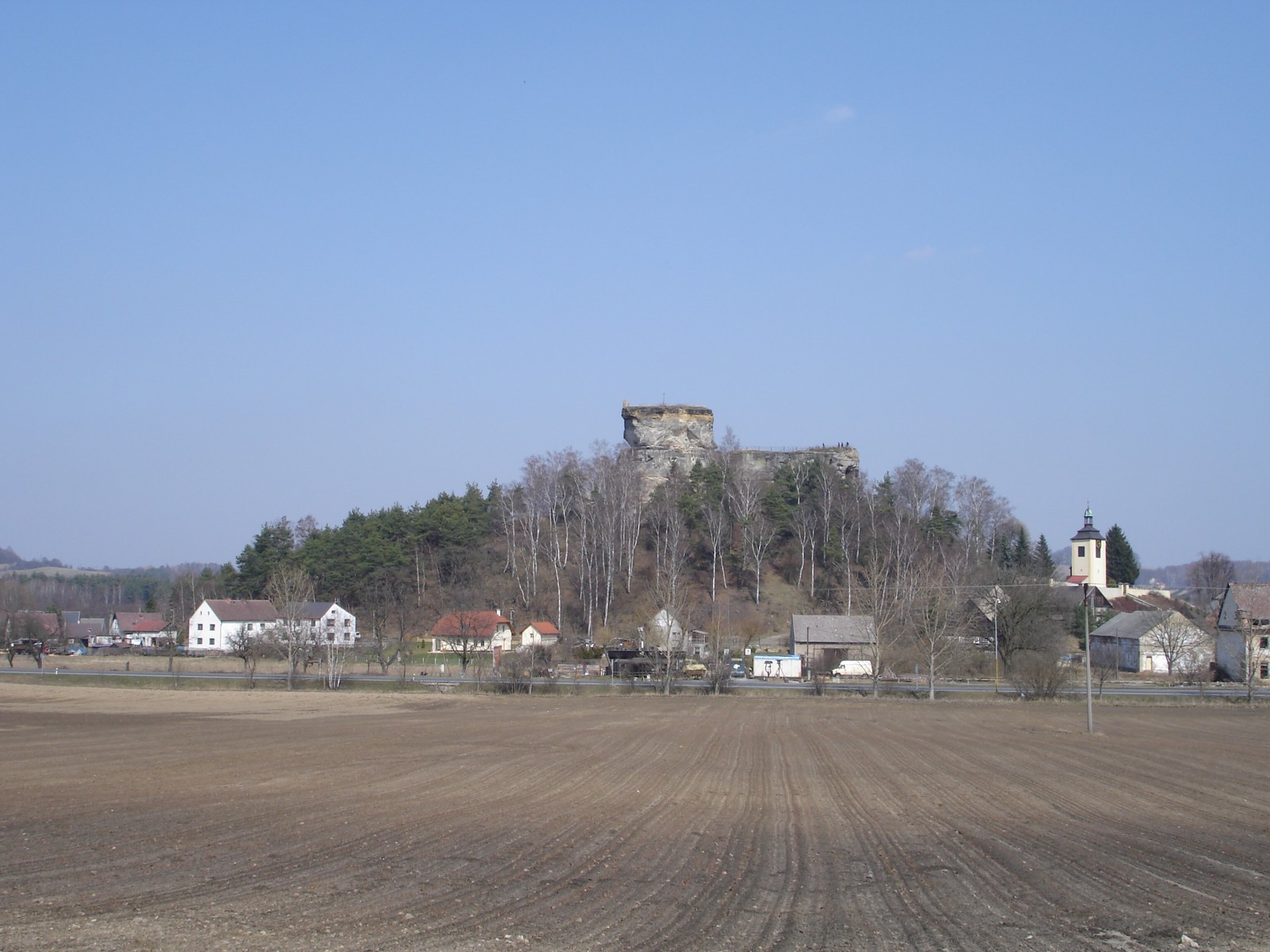
Vue du château de Jestřebí.
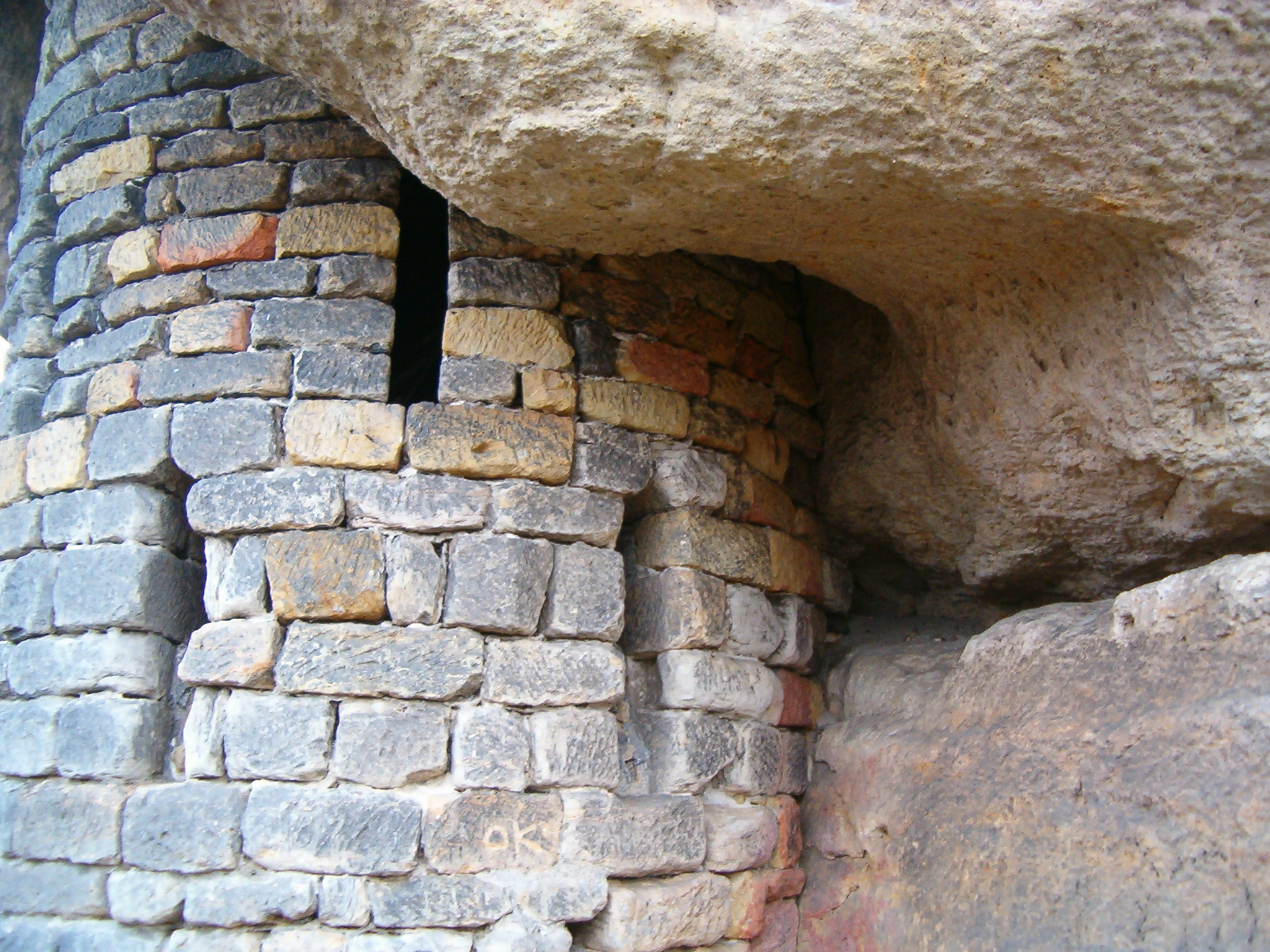
Détail du château de Jestřebí.

- Marécages de Jestřebí (en tchèque : Jestřebské slatiny) sont un monument naturel national qui s'étend sur le territoire des communes de Jestřebí et de Doksy.

## Administration
La commune se compose de trois sections :
- Jestřebí
- Pavlovice
- Újezd

## Transports
Par la route, Jestřebí se trouve à 12 km de Česká Lípa, à 53 km de Liberec et à 79 km de Prague.